# Kozojídky
Kozojídky  (německy Klein Kosojed) jsou obec v okrese Hodonín v Jihomoravském kraji, 4 km jihovýchodně od Veselí nad Moravou na úpatí Bílých Karpat v nadmořské výšce 188 m n. m. Rozkládá se na katastrální výměře 287 ha a je zde evidováno 131 domů. Žije zde 551 obyvatel. Obcí protéká potok Kozojídka, na němž byl v roce 2008 vybudován severně od obce rybník. Od roku 2002 jsou členem Mikroregionu Strážnicko.

## Název
Jméno vesnice je zdrobnělina staršího (v tomto případě písemně nedoloženého) Kozojedy. Původně (ve tvaru Kozojedi) šlo o posměšné pojmenování obyvatel vsi ("ti, kteří pojídají kozy").

## Historie
Při archeologickém průzkumu v roce 2012 zde byly nalezeny pozůstatky po osídlení z několika období neolitu, eneolitu, Keltů a Germánů, kteří zde sídlili od 1. do 5. století. V dalším průzkumu v roce 2018 byly na území obce nalezeny pozůstatky po germánském osídlení z doby římské. První písemná zmínka o Kozojídkách pochází z roku 1490. Roku 1911 byla postavena škola. Sbor dobrovolných hasičů vznikl v roce 1930. V roce 1971 zde byla vysvěcena kaple sv. Martina.

## Osobnosti
- Karel Benedík (1923–1997), akademický malíř

## Galerie

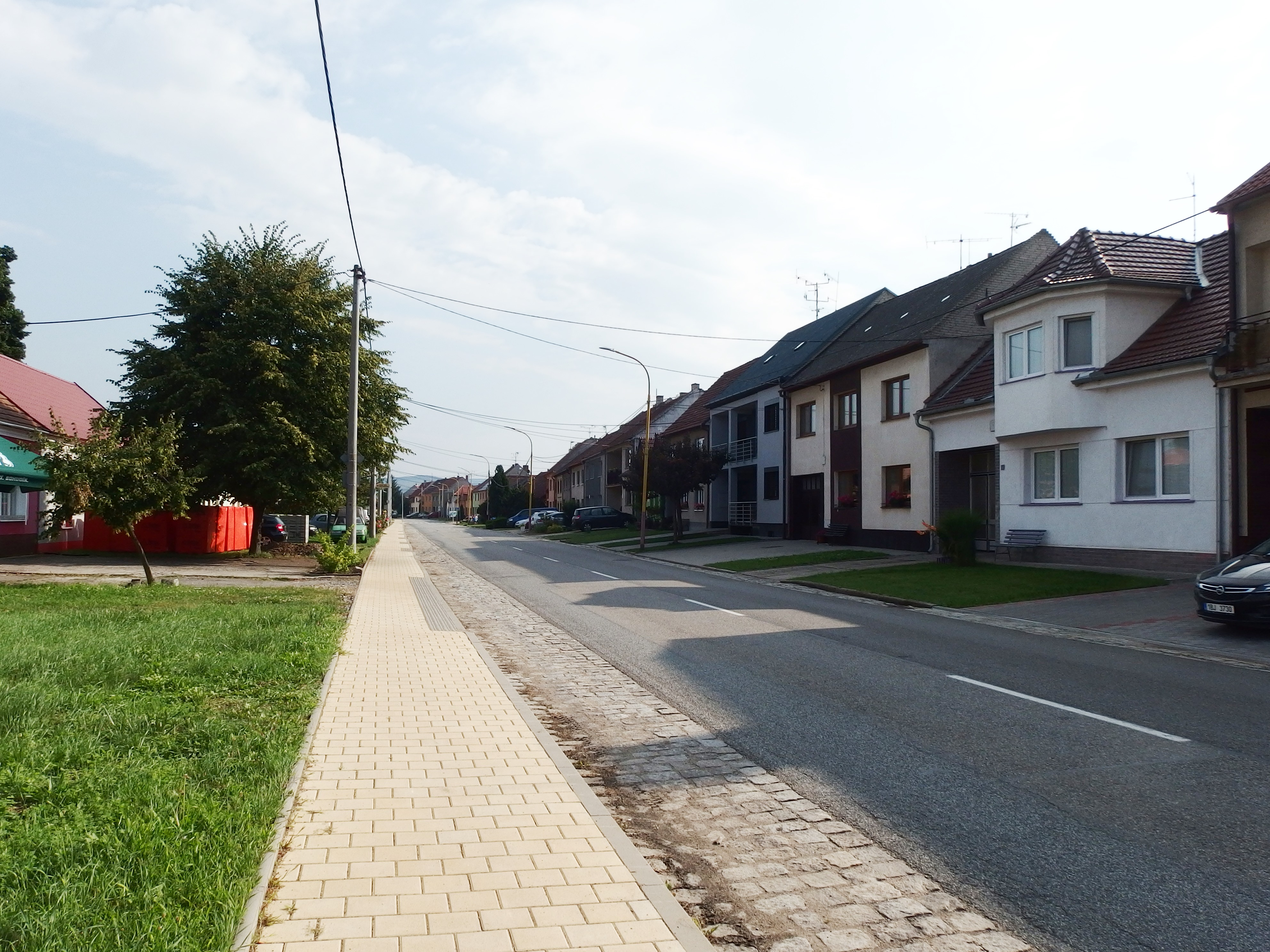
Hlavní ulice
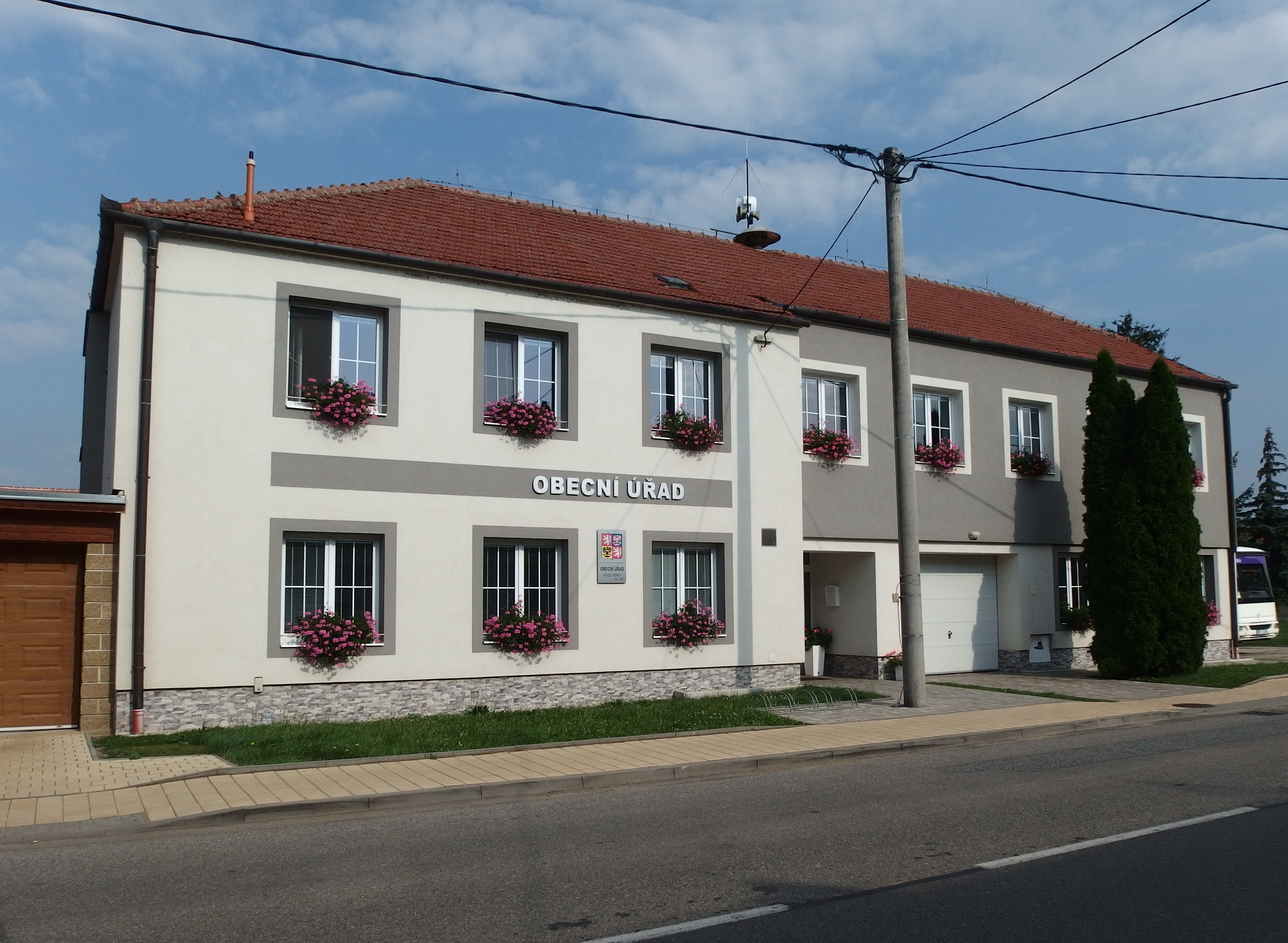
Obecní úřad
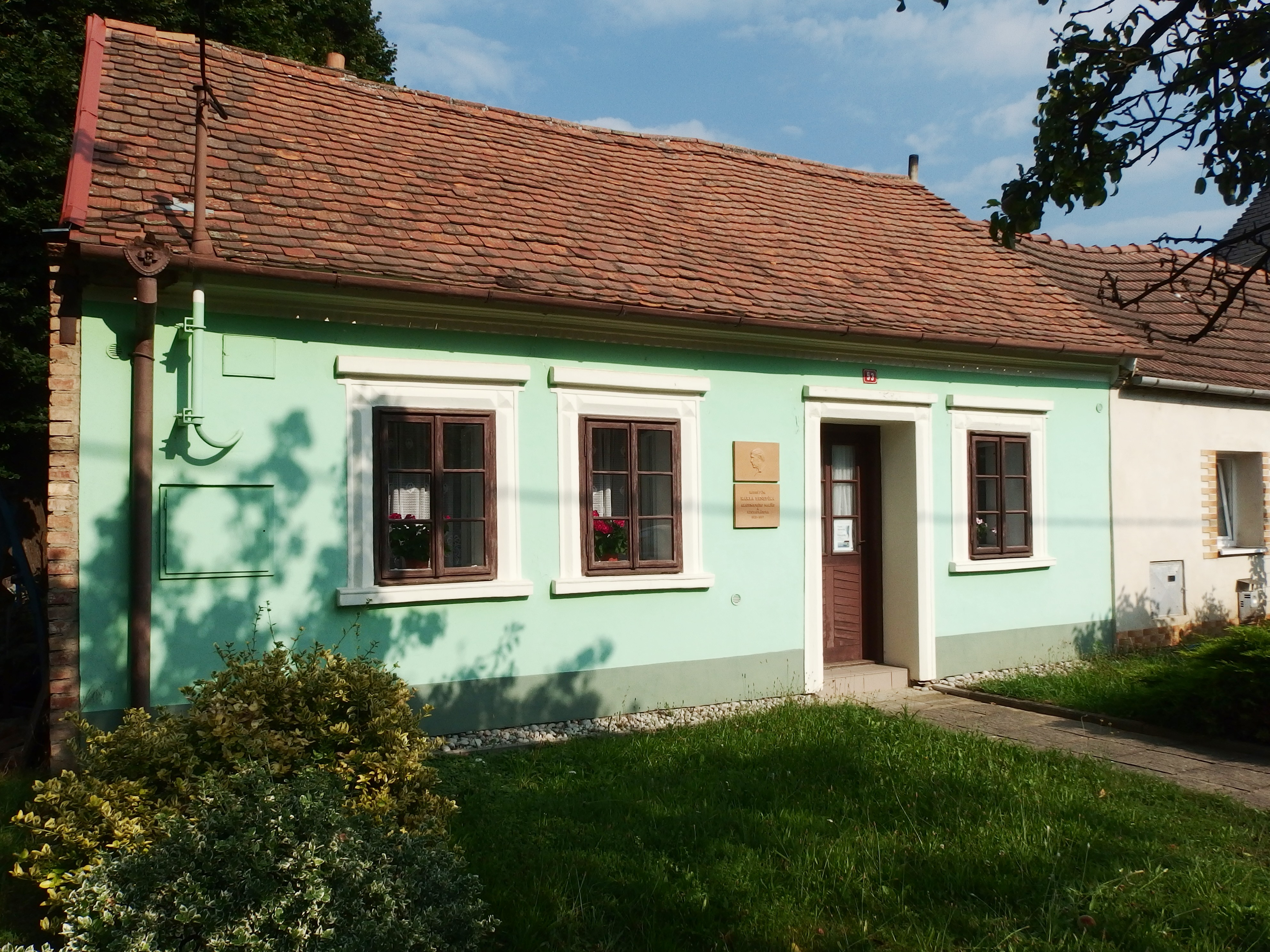
Rodný dům malíře Karla Benedíka
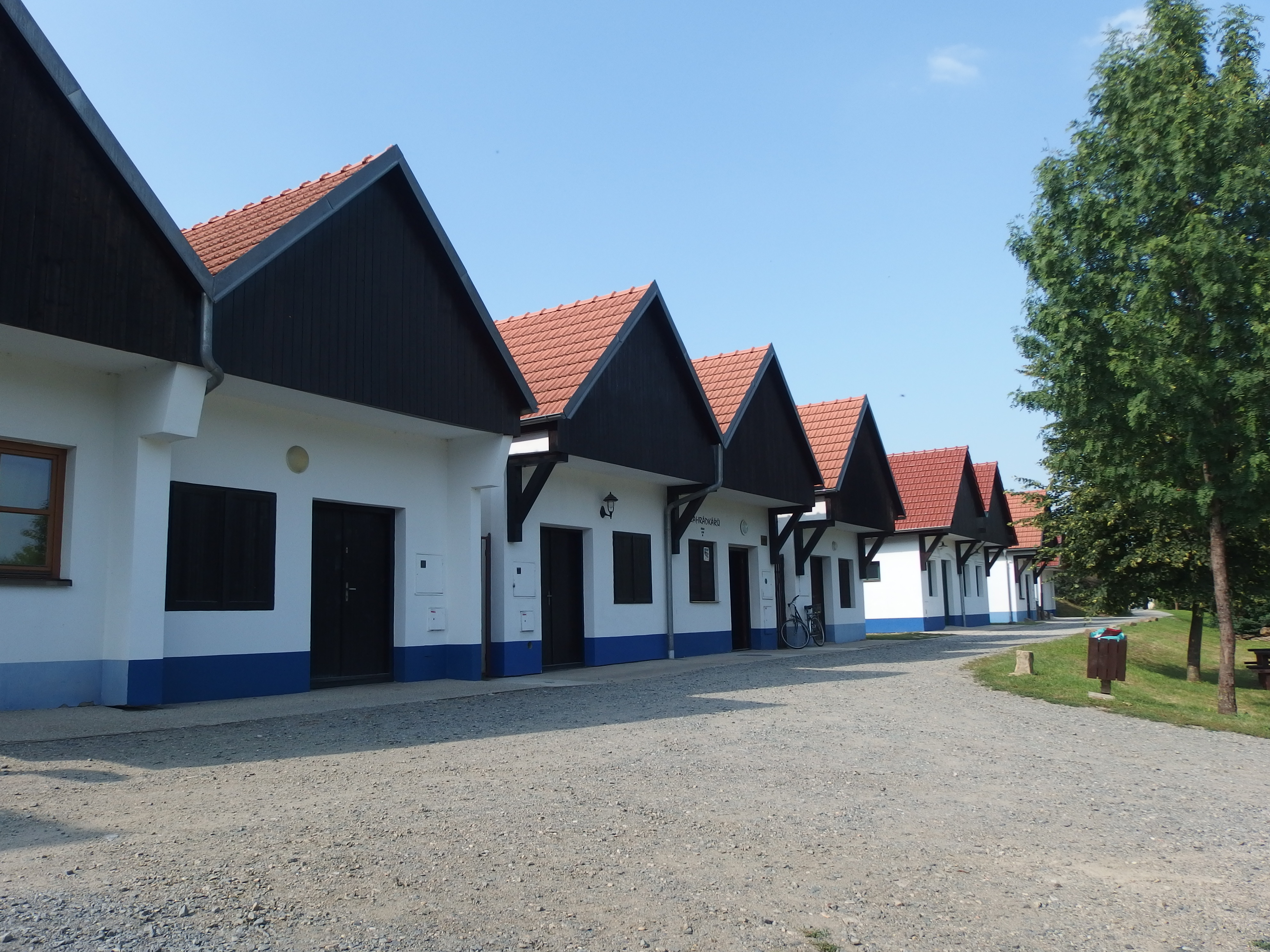
Vinné sklepy Kříb

## Zajímavosti
- Každoročně zde probíhají Martinské hody, fašank, košt vína, mikulášská nadílka, Den matek a ukončení roku pro důchodce.
- Od roku 1978 udržuje obec partnerství s Kozojídkami, které jsou částí obce Vinary u Hradce Králové.[11]
- Od roku 1995 pořádá místní Český zahrádkářský svaz každoročně na počátku října výstavu ovoce a zeleniny na obecním úřadě.[12][13]
- V roce 2015 získala obec oranžovou stuhu ministerstva zemědělství za spolupráci obce a zemědělského subjektu v soutěži Vesnice roku.[14] V roce 2016 obec zvítězila v krajském kole této soutěže. V celostátním kole skončily Kozojídky v této soutěži ve stejném roce na 3. místě.[15]
- Dne 30. května 2017 při oficiální návštěvě Jihomoravského kraje obec navštívil tehdejší prezident České republiky Miloš Zeman.[16]

## Ohlasy v umění
V Kozojídkách se narodila a první část života prožila prababička spisovatelky Pavly Horákové Kateřina Benedíková. Její zapsané vzpomínky spisovatelka využila pro nefabulované části románu Srdce Evropy.